# Пряничный человечек
Пря́ничный челове́чек или имби́рный челове́чек (англ. Gingerbread Man) — пряник или печенье (как правило, с добавлением имбиря) в форме человечка. Изготовление таких человечков наиболее распространено в США и европейских странах. Наряду с «пряничным домиком» пряничные человечки являются одним из кулинарных символов Рождества.
Нередко человечку рисуют лицо и раскрашивают при помощи глазури или шоколада. Одна из популярных деталей раскраски — пуговицы одежды.

## История
Изготовление печенья в виде фигурок существовало ещё в XVI веке. Впервые фигурные пряники появились при дворе английской королевы Елизаветы I, при этом фигурки были похожи на некоторых из её важных гостей.

## Рекорды

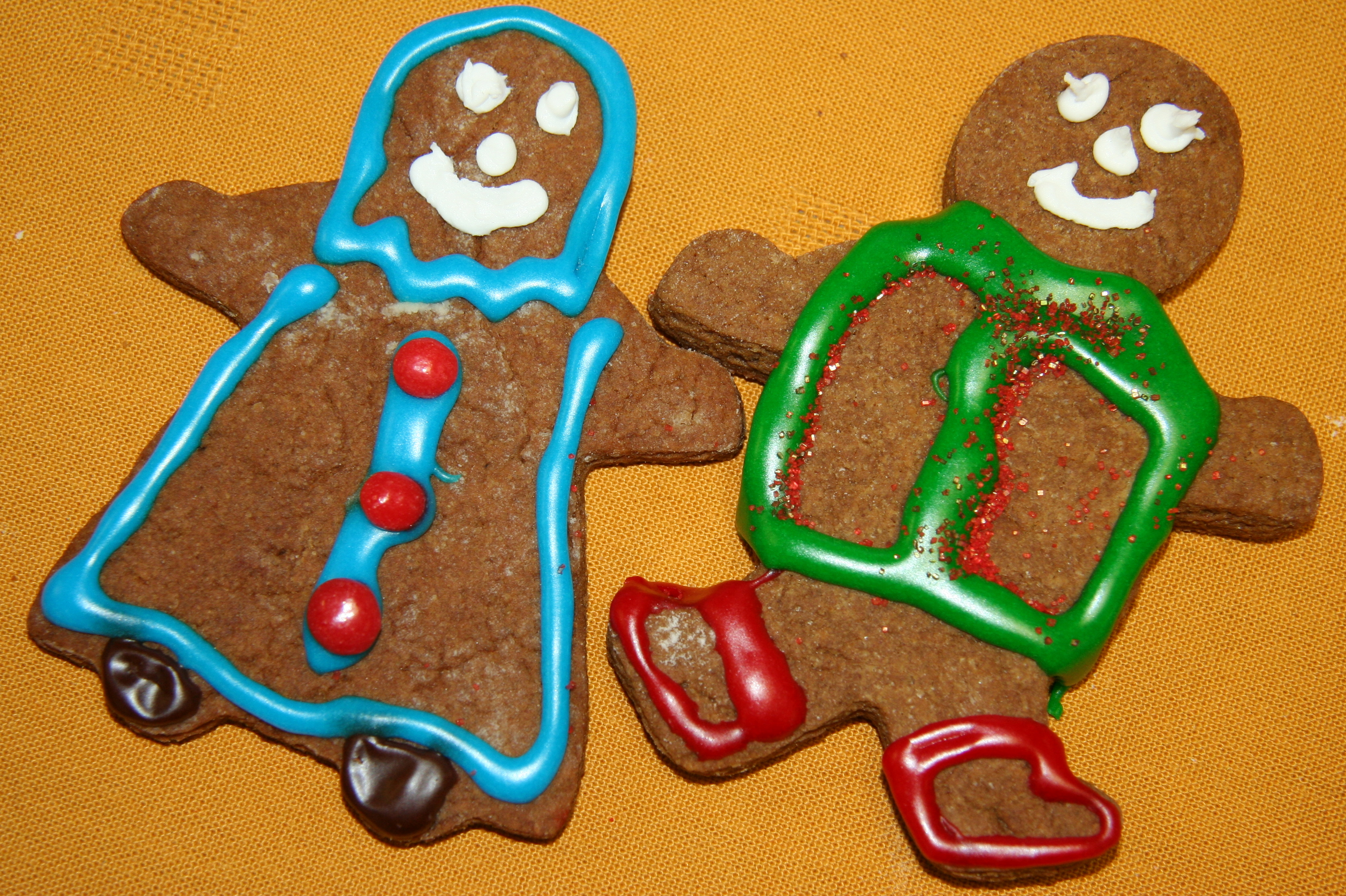
Пряничные человечки с раскраской

- Самый большой в мире пряничный человечек был сделан 2 декабря 2006 года в городе Смитвилл (Техас) на ежегодном Празднике огней. Изделие весило около 600 кг (1308 фунтов и 8 унций) и достигало высоты 6 метров (20 футов). В 2008 году оно было признано мировым рекордом и вошло в Книгу рекордов Гиннесса за 2009 год[3]. В ознаменование рекорда в 2008 году в Смитвилле был установлен памятник в форме пряничного человечка[4].
- Рекорд был побит 9 ноября 2009 года: человечек, сделанный компанией IKEA Furuset (Осло), весил 651 кг[5].
- Иногда устраивают спортивные забеги, участники которых одеваются в костюмы пряничных человечков. Самый лучший результат в марафонском забеге такого рода был показан 17 апреля 2011 года британцем Дэвидом Смитом (3:42:20) во время марафона в Лондоне[6].

## Упоминание в массовой культуре

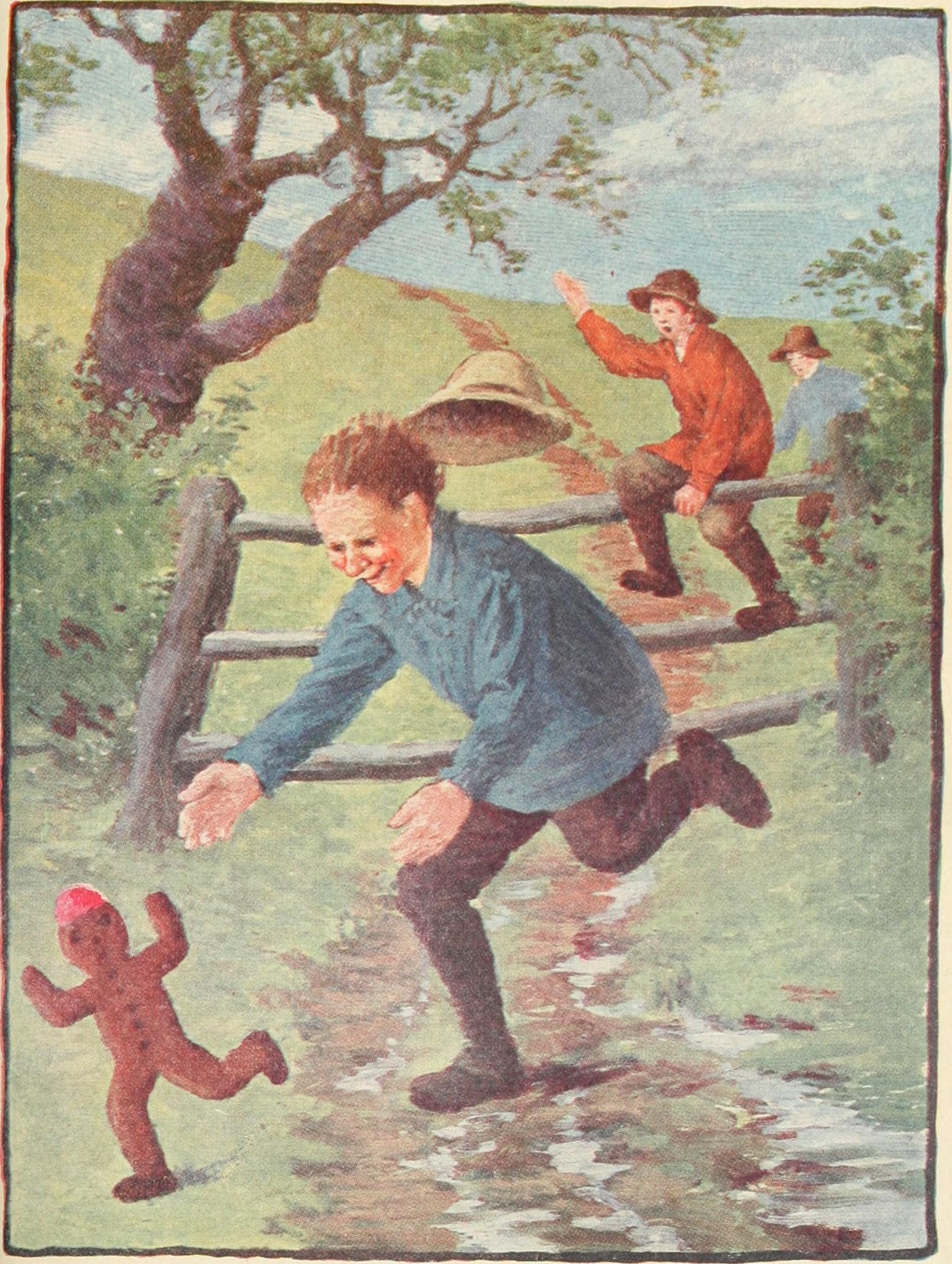
Убегающий пряничный человечек на иллюстрации к одному из изданий сказки (1918)

### В литературе
Оживший пряничный человечек действует в произведениях:
- сказка «Пряничный человечек» о том, как герой сбежал, однако в конце его съела хитрая лиса;
- мультфильм «Шрек», в котором есть герой Пряня (англ. Gingy), который очень ценит свои «пуговицы».

### В музыке
Данный персонаж упоминается в названии:
- популярной песни Sweet Gingerbread Man на музыку Мишеля Леграна, впервые прозвучавшую в фильме «Волшебный сад Стенли Свитхарта»;
- фильма Роберта Олтмена The Gingerbread Man (в русском переводе «Леший»);
- музыкального альбома Gingerbread Man американской авангардной группы The Residents;
- песни «Gingerbread Man», написанной Dub FX и Flower Fairy с альбома Nursery Gryme[7];
- рождественской песни «Gingerbread Man» американской певицы Мелани Мартинес.[8]

### В игровой индустрии
- настольная игра Candy Land, где главными героями являются пряничные люди.

### Прочее
- Пряничный человек был официальным маскотом версии 2.3 операционной системы Android, носящей кодовое наименование Gingerbread.
- Существует интернет-мем «Falling Gingerbread Man»